# International Institute for Strategic Studies
Lo International Institute for Strategic Studies o IISS (in italiano: Istituto Internazionale per gli studi strategici) è un istituto di ricerca britannico (o think tank) nel campo degli affari internazionali. Descrive se stesso come:
"massima autorità mondiale sul conflitto politico-militare".
Fin dal 1997 la sua sede è la Arundel House, a Londra. L'indice Global Go To Think Tank del 2013 ha classificato l'IISS come il nono miglior think tank al mondo.